# Otinotoides walkeri
Otinotoides walkeri är en insektsart som beskrevs av Metcalf och Wade 1965. Otinotoides walkeri ingår i släktet Otinotoides och familjen hornstritar. Inga underarter finns listade i Catalogue of Life.